# Dalle à ammonites
La Dalle à ammonites (ou plus communément Dalle aux ammonites) de Digne-les-Bains (Alpes-de-Haute-Provence) est un site naturel remarquable constitué d'une strate rocheuse contenant un très grand nombre d'ammonites fossilisées. Ce site est situé à environ 1,5 km au nord de la ville de Digne sur la route de Barles. Il fait partie de la réserve naturelle géologique de Haute-Provence.
Cette dalle, inclinée à 60°, est composée de calcaire gris. Elle présente environ 1 500 ammonites dont 90 % sont de l'espèce Coroniceras multicostatum datant du Sinémurien (Jurassique inférieur). Ces ammonites peuvent atteindre un diamètre de 70 cm.
On peut également apercevoir des nautiles, des bélemnites, des pectens et d'autres bivalves.
On estime l'épaisseur du dépôt à 20 cm, mis en place sur une période d'environ 100 000 ans.

## Historique de la dalle
Si célèbre soit-elle, la dalle n'est connue que récemment : d'Orbigny, ayant parcouru la région vers le milieu du XIXe siècle, n'en fait pas mention. Les géologues venus étudier, notamment, les fossiles d'ichtyosaures proches, font seulement mention de nombreuses espèces d'ammonites et de mollusques.
On estime que la dalle fut partiellement mise au jour pour la première fois en juin 1941, lors de travaux de voirie sur l'actuelle D 900A.
En 1979 (la Réserve géologique de Digne n'existe pas encore), des premiers travaux de terrassement sont effectués pour dégager la « dalle », et mettent au jour quelque 600 ammonites sur 160 m2.
Jusqu'en 1994 seulement 200 m2 étaient visibles. Après cette date, la Réserve géologique des Alpes-de-Haute-Provence a entrepris de dégager environ 150 m2 supplémentaires pour atteindre une surface totale de 350 m2.[réf. nécessaire]
Cette dalle a fait l'objet d'un moulage, en 1992, par la Réserve géologique, des 160 m2 alors dégagés, pour le compte de la ville de Kamaishi, au Japon (qui désirait acquérir l'original). Le moulage a été réalisé sous forme de 30 fragments, qui furent expédiés et assemblés au Japon.

## Aspect géologique

### Sites analogues
Une dalle à Ammonoidea presqu'horizontale, triasique ou jurassique, se trouve sous le pont de Fressac sur la rivière Conturby dans le Gard.

### Contexte géodynamique
La mise en place de la dalle à ammonites s'inscrit dans le cadre de l'orogenèse alpine. La région de Digne-les-Bains se situe dans les Alpes françaises externes, dans le faciès du Dauphinois. Elle porte les traces de l'océanisation qui a précédé la mise en place de l'orogène.
La chaîne alpine s'est mise en place en plusieurs étapes, à la suite d'une subduction intervenue dans un paléo-océan, la Téthys. La dalle à ammonites, ainsi que les sites proches, sont des témoins des étapes précoces de ce développement, de ce que fut la vie dans cet océan avant la mise en place des montagnes. Ils fournissent des arguments paléontologique à la compréhension des paléo-environnements, et des conditions qui régnaient à cette époque.

### Analyse paléontologique
L'aspect des fossiles permet de comprendre les conditions de sédimentation. La très bonne conservation des coquilles renseigne sur le dynamisme marin ayant présidé aux conditions de dépôt : un milieu agité, comme une plage, une côte, où l'action des vagues se fait fortement ressentir, a tendance à briser les coquilles et conduit à une accumulation de fragments, sédimentant sous forme de falun ou de lumachelle. La grande majorité des coquilles de la dalle étant intactes, ou presque, cela a conduit à l'hypothèse d'un milieu de dépôt plus calme, plus profond, et plus préservé.
De plus, ce dépôt s'est effectué au-dessus du seuil de compensation des carbonates (CCD), et donc à une profondeur moyenne.
L'analyse de la taphocénose, ainsi que des positions des coquilles,  a conduit à conclure que la dalle à ammonites devait constituer un faciès d'accumulation : un grand nombre d'animaux morts ont dû être transportés par des courants marins faibles, vers le site où ils auront sédimenté. On trouve des traces de bioturbations à mettre sur le compte de la faune benthique fouisseuse (vers charognards, notamment), qui a un temps exploité ce biotope.

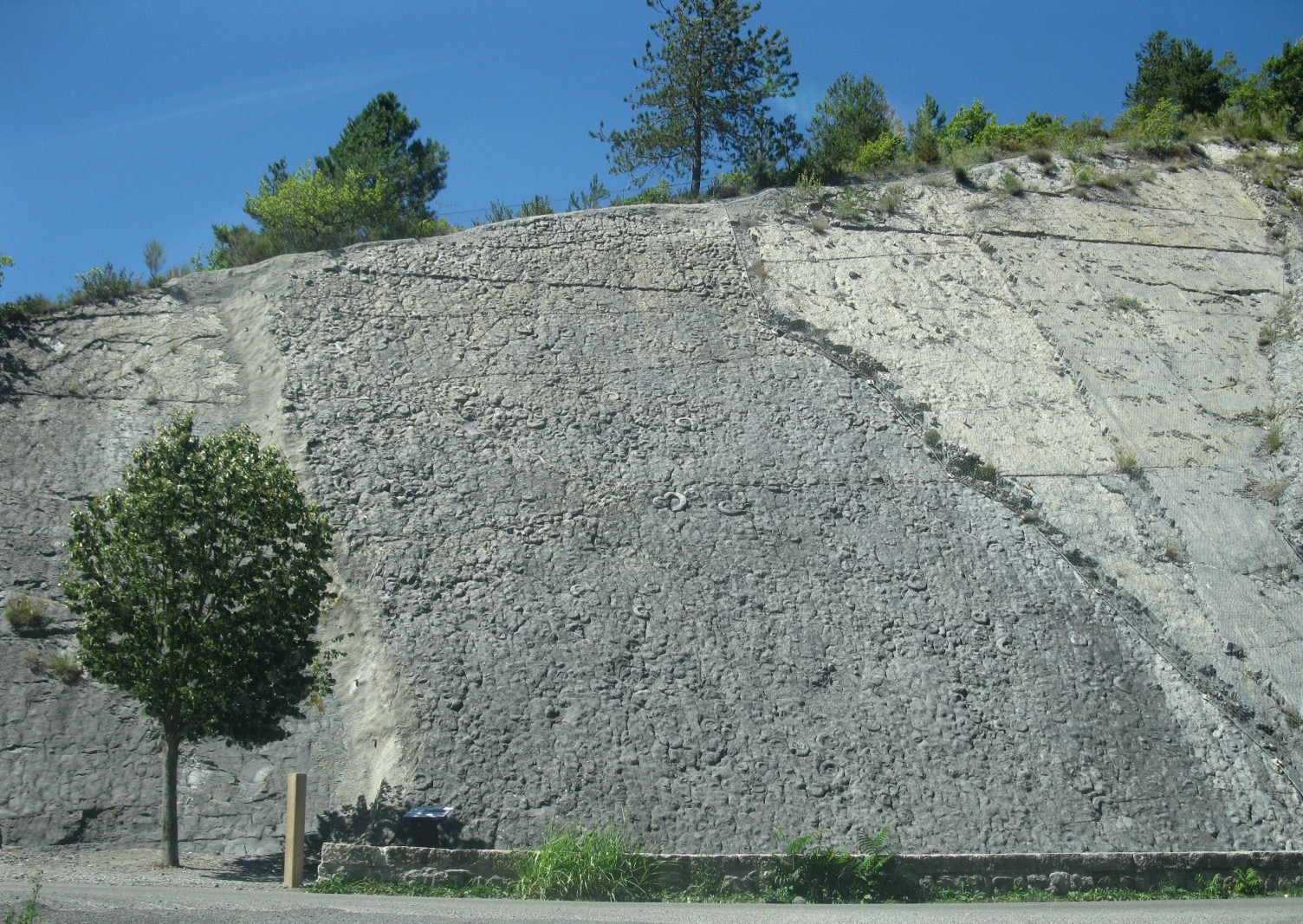
La strate fossilifère
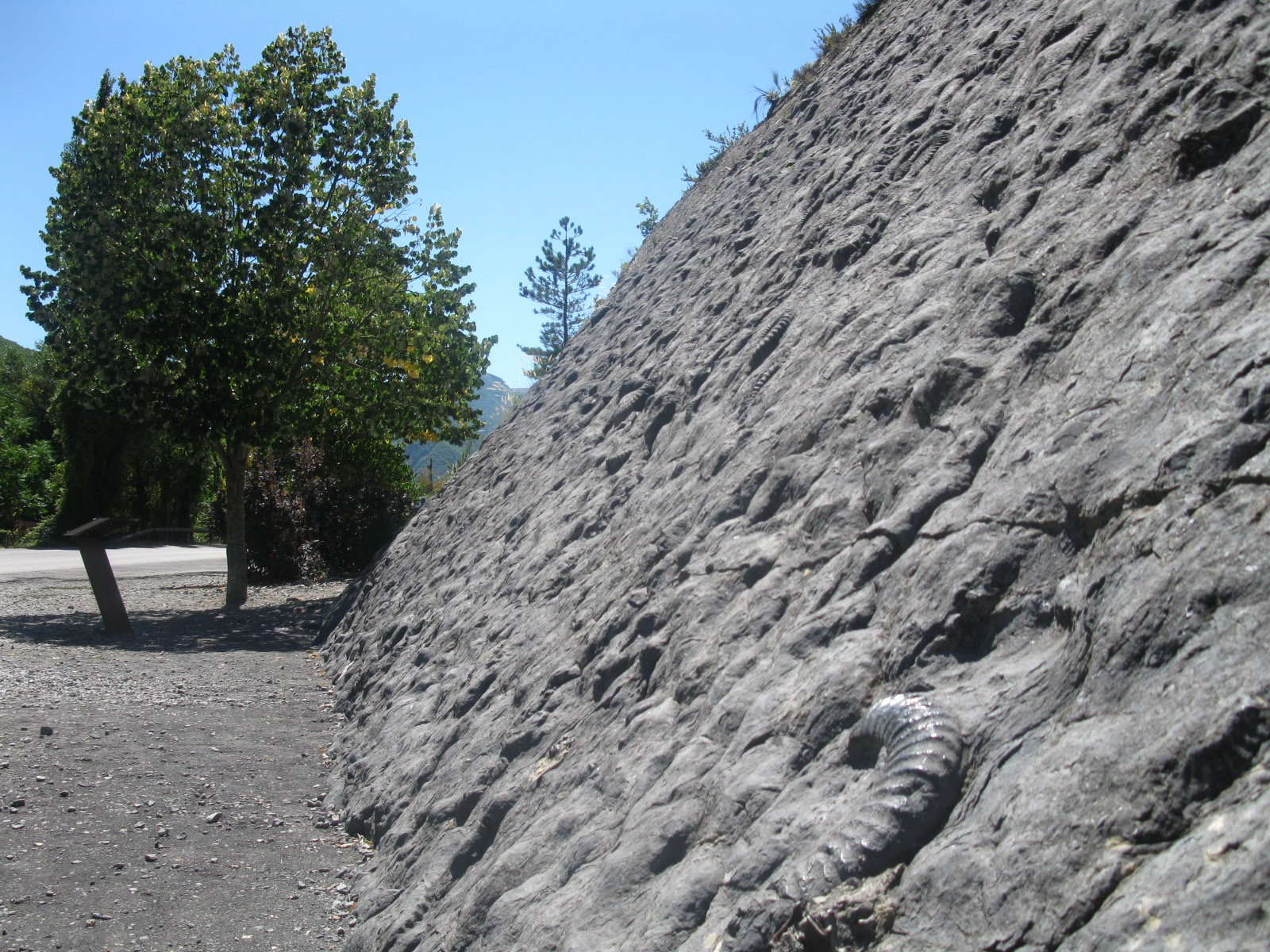
Inclinaison, vue vers le Sud
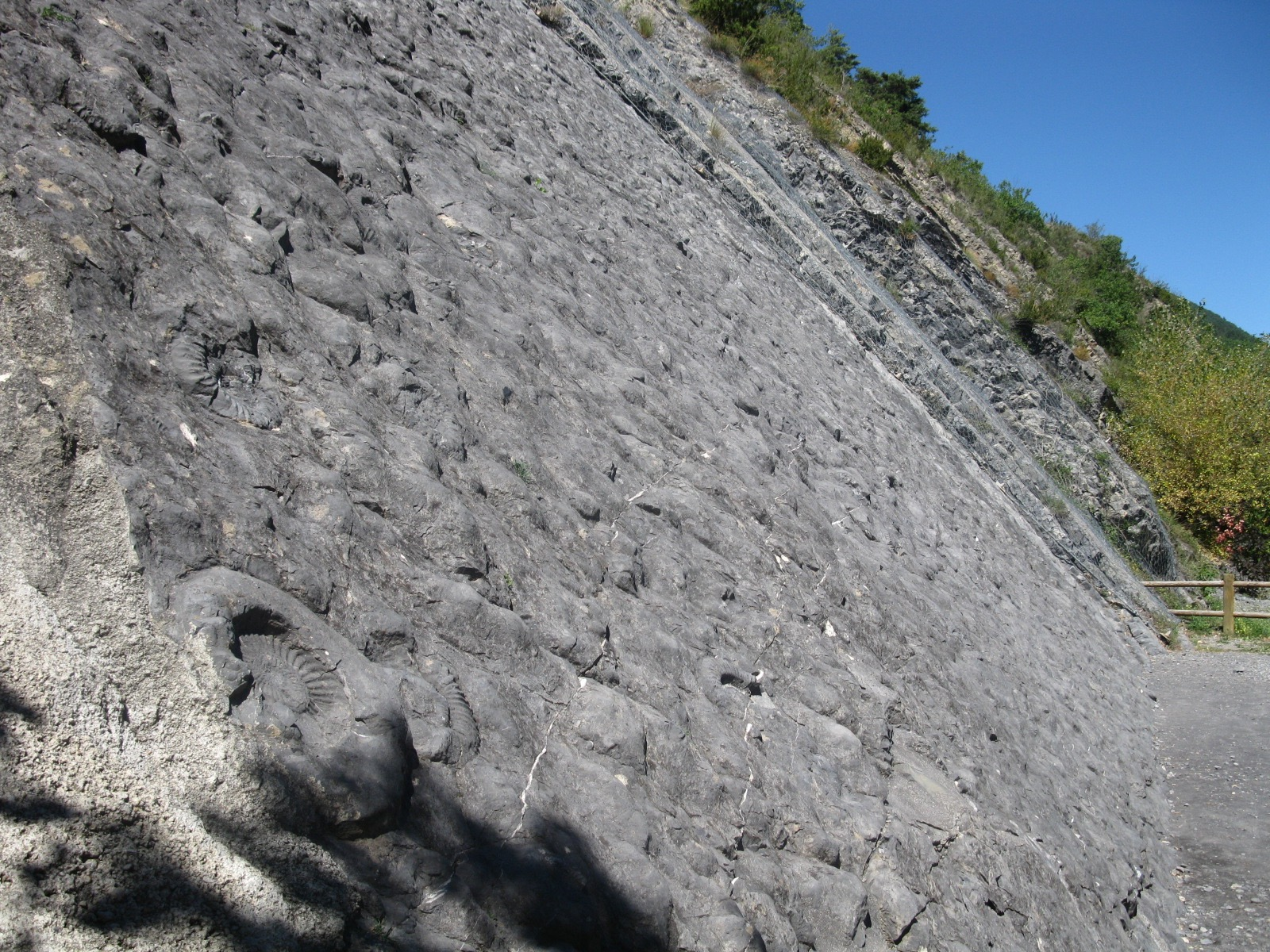
Inclinaison, vue vers le Nord
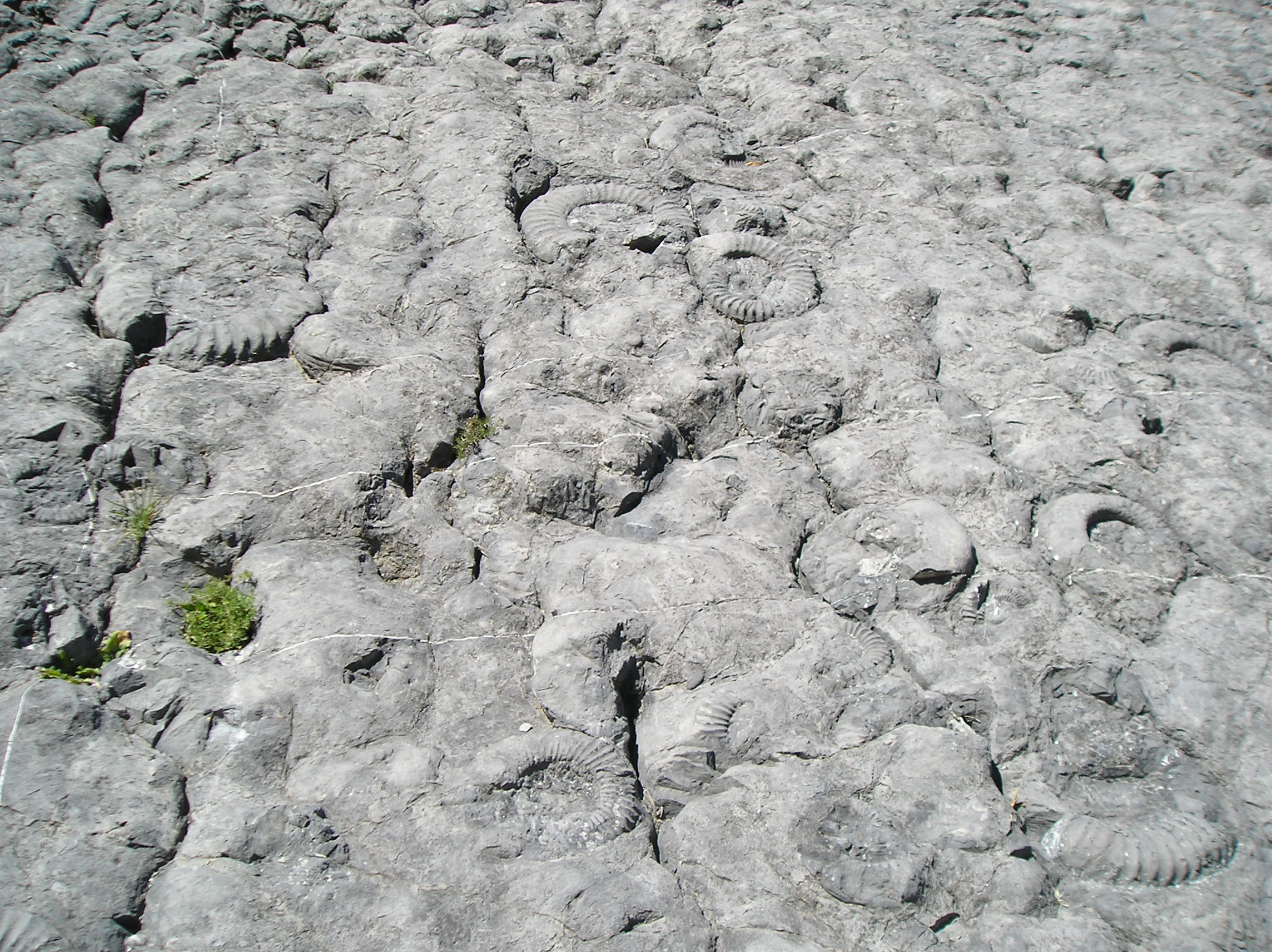
Détails
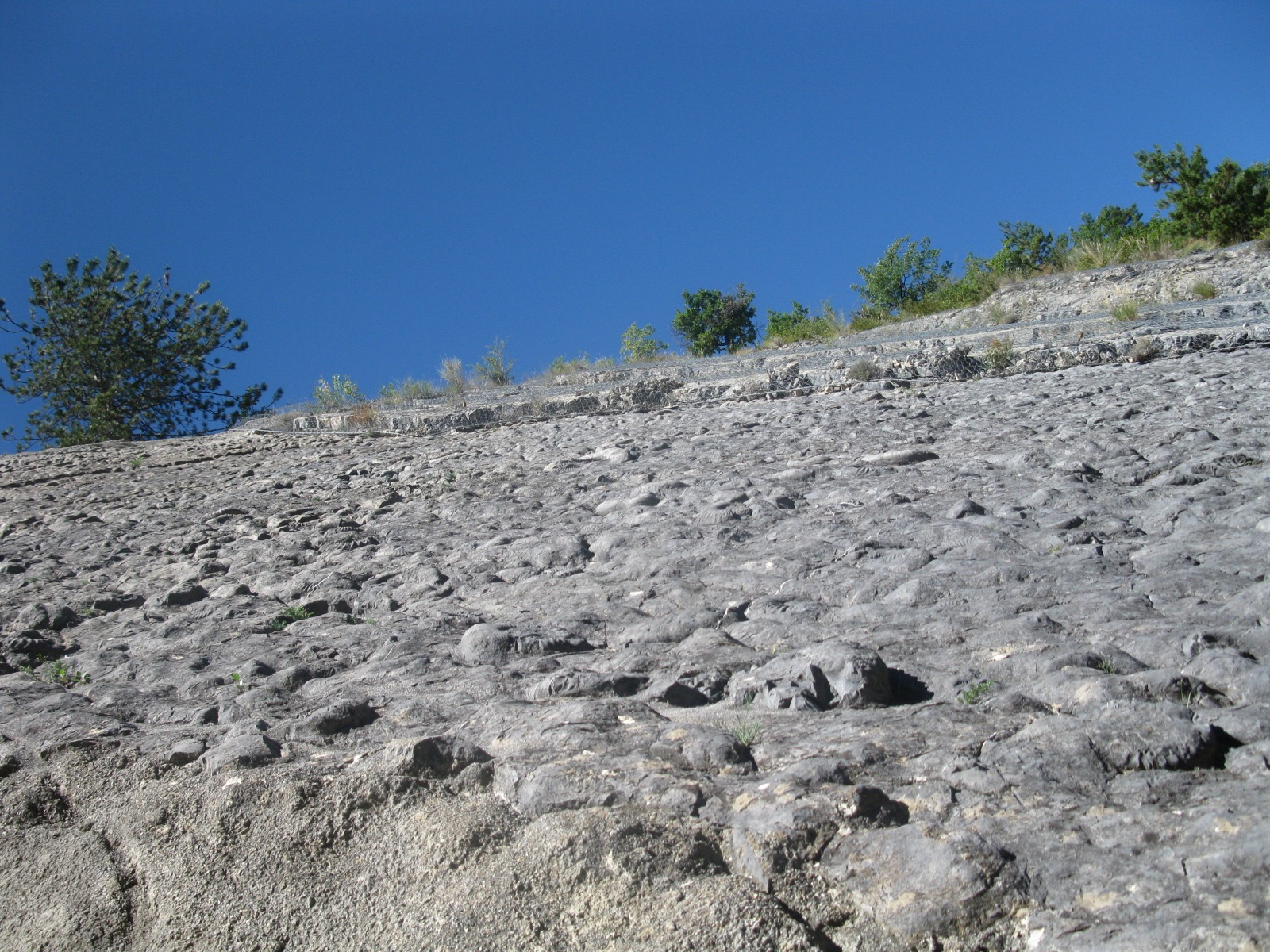
Détails
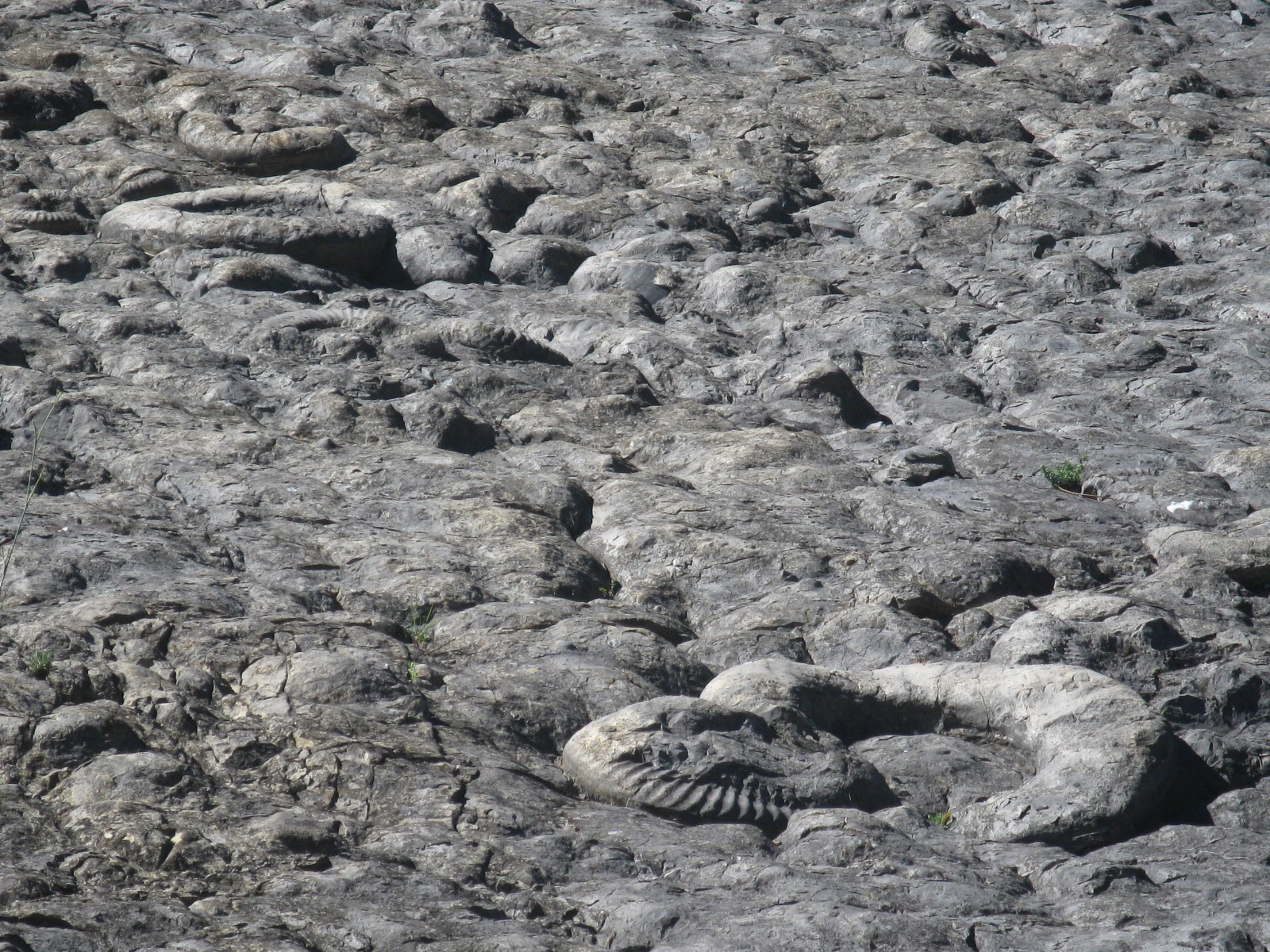
Détails
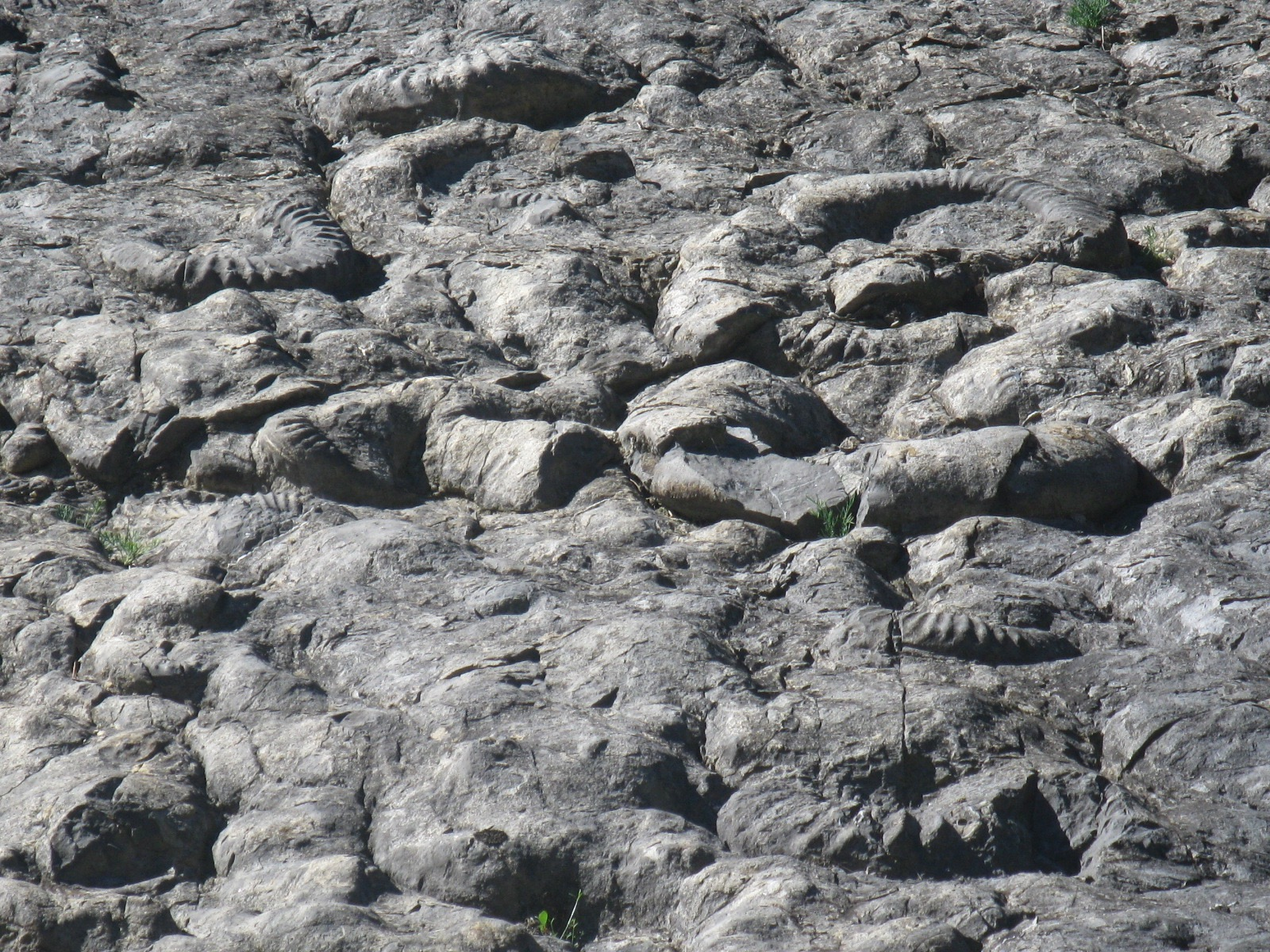
Détails